# ليزلي برودي
ليزلي برودي (بالإنجليزية: Leslie Brody)‏ هي كاتِبة أمريكية، ولدت في 1952 في ذا برونكس في الولايات المتحدة.